# Тотиги (город)
Тоти́ги (яп. 栃木市 Тотиги-си) — город в Японии, находящийся в префектуре Тотиги. Площадь города составляет 284,83 км², население — 161 594 человека (1 июля 2014), плотность населения — 567,33 чел./км².

## Географическое положение
Город расположен на острове Хонсю в префектуре Тотиги региона Канто. С ним граничат города Ояма, Симоцуке, Канума, Сано, Кадзо, Кога и посёлки Мибу, Ноги и Итакура.

## Население
Население города составляет 161 594 человека (1 июля 2014), а плотность — 567,33 чел./км². Изменение численности населения с 1980 по 2005 годы:
| 1980 | 143 751 чел. |  |
| 1985 | 147 367 чел. |  |
| 1990 | 148 483 чел. |  |
| 1995 | 147 762 чел. |  |
| 2000 | 145 317 чел. |  |
| 2005 | 142 774 чел. |  |

## Слияния
29 марта 2010 года в состав города вошли посёлки Фудзиока, Цуга и Охира. 1 октября 2011 года к нему присоединили посёлок Нисиката, а 5 апреля 2014 года — посёлок Ивафуне.

## Панорама

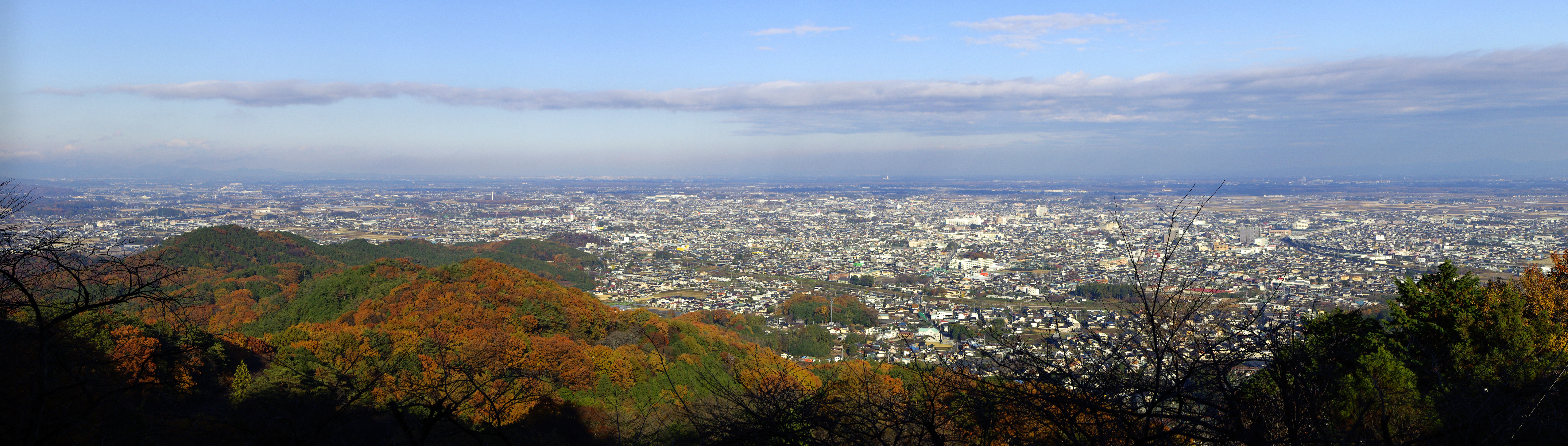
Панорамный вид города Тотиги, 2012 год